# Dustin Byfuglien
Dustin Ray Byfuglien, född 27 mars 1985 i Minneapolis, Minnesota, är en amerikansk professionell ishockeyspelare som spelar för Winnipeg Jets i NHL.
I början av säsongen 2007–08 var Byfuglien forward men bytte senare till försvarare, en omställning som visade sig vara framgångsrik.
Dustin Byfuglien var tongivande i NHL-slutspelet säsongen 2009–10 där han gjorde elva mål, varav fem var matchvinnande när Chicago Blackhawks vann Stanley Cup. Han har även spelat för Atlanta Thrashers.
Byfuglien har norskt påbrå.

## Statistik

### Klubbkarriär
| 2001–02    | Brandon Wheat Kings   | WHL        | 3   | 0   | 0   | 0   | 0    | —  | —  | —  | —  | —  |
| 2002–03    | Brandon Wheat Kings   | WHL        | 8   | 1   | 1   | 2   | 4    | —  | —  | —  | —  | —  |
| 2002–03    | Prince George Cougars | WHL        | 48  | 9   | 28  | 37  | 74   | 5  | 1  | 3  | 4  | 12 |
| 2003–04    | Prince George Cougars | WHL        | 66  | 16  | 29  | 45  | 137  | —  | —  | —  | —  | —  |
| 2004–05    | Prince George Cougars | WHL        | 64  | 22  | 36  | 58  | 184  | —  | —  | —  | —  | —  |
| 2005–06    | Norfolk Admirals      | AHL        | 53  | 8   | 15  | 23  | 75   | 4  | 1  | 2  | 3  | 4  |
| 2005–06    | Chicago Blackhawks    | NHL        | 25  | 3   | 2   | 5   | 24   | —  | —  | —  | —  | —  |
| 2006–07    | Norfolk Admirals      | AHL        | 63  | 16  | 28  | 44  | 146  | 6  | 0  | 2  | 2  | 18 |
| 2006–07    | Chicago Blackhawks    | NHL        | 9   | 1   | 2   | 3   | 10   | —  | —  | —  | —  | —  |
| 2007–08    | Rockford IceHogs      | AHL        | 8   | 2   | 5   | 7   | 25   | —  | —  | —  | —  | —  |
| 2007–08    | Chicago Blackhawks    | NHL        | 67  | 19  | 17  | 36  | 59   | —  | —  | —  | —  | —  |
| 2008–09    | Chicago Blackhawks    | NHL        | 77  | 15  | 16  | 31  | 81   | 17 | 3  | 6  | 9  | 26 |
| 2009–10    | Chicago Blackhawks    | NHL        | 82  | 17  | 17  | 34  | 94   | 22 | 11 | 5  | 16 | 20 |
| 2010–11    | Atlanta Thrashers     | NHL        | 81  | 20  | 33  | 53  | 93   | —  | —  | —  | —  | —  |
| 2011–12    | Winnipeg Jets         | NHL        | 66  | 12  | 41  | 53  | 72   | —  | —  | —  | —  | —  |
| 2012–13    | Winnipeg Jets         | NHL        | 43  | 8   | 20  | 28  | 34   | —  | —  | —  | —  | —  |
| 2013–14    | Winnipeg Jets         | NHL        | 78  | 20  | 36  | 56  | 86   | —  | —  | —  | —  | —  |
| 2014–15    | Winnipeg Jets         | NHL        | 69  | 18  | 27  | 45  | 124  | 4  | 0  | 1  | 1  | 4  |
| 2015–16    | Winnipeg Jets         | NHL        | 81  | 19  | 34  | 53  | 119  | —  | —  | —  | —  | —  |
| 2016–17    | Winnipeg Jets         | NHL        | 80  | 13  | 39  | 52  | 117  | —  | —  | —  | —  | —  |
| 2017–18    | Winnipeg Jets         | NHL        | 69  | 8   | 37  | 45  | 112  | 17 | 5  | 11 | 16 | 20 |
| 2018–19    | Winnipeg Jets         | NHL        | 42  | 4   | 27  | 31  | 69   | 6  | 2  | 6  | 8  | 4  |
| NHL totalt | NHL totalt            | NHL totalt | 869 | 177 | 348 | 525 | 1094 | 66 | 21 | 29 | 50 | 74 |